# Ali Skovbye
Alissa „Ali“ Skovbye (/ˈskoʊbi/; * 16. Mai 2002 in Vancouver, British Columbia) ist eine kanadische Schauspielerin und Model.

## Leben
Skovbye wurde am 16. Mai 2002 in Vancouver geboren. Die Schauspielerin Tiera Skovbye ist ihre ältere Schwester. Mit vier Jahren wirkte sie in einem Werbespot für Cadillac mit. 2008 debütierte sie als Kinderdarstellerin im Alter von sechs Jahren in Gemeinsam stärker – Personal Effects mit Michelle Pfeiffer und Ashton Kutcher. Mit acht Jahren hatte sie ihr erstes Fotoshooting als Model für das deutsche My Style Magazin. Von 2010 bis 2011 wirkte sie in einer Reihe von Kurzfilmen und in einer Episode der Fernsehserie Smallville mit. 2013 spielte sie gemeinsam mit ihrer Schwester im Fernsehfilm Forever 16.
In den nächsten Jahren folgten Episodenrollen in den namhaften Fernsehserien Supernatural, Fringe – Grenzfälle des FBI, Once Upon a Time – Es war einmal …, R. L. Stine’s The Haunting Hour, Motive und Falling Skies. 2014 übernahm sie im Fernsehfilm Das Weihnachts-Chaos mit der Rolle der Emma Blakemore eine der Hauptrollen. In den folgenden Jahren hatte sie kleinere und größere Besetzungen in den Filmen No Men Beyond This Point, My One Christmas Wish, Die Nacht der verrückten Abenteuer und Campfire Kiss. Während dieser Zeit hatte sie außerdem Serienrollen in den Fernsehserien Janette Oke: Die Coal Valley Saga und The Man in the High Castle inne.
Von 2015 bis 2020 stellte Skovbye in der Mini-Serie The Gourmet Detective die Rolle der Abigail dar. 2017 befand sie sich in der engeren Auswahl für eine der Hauptrollen im Kinofilm Es, allerdings kam es aufgrund kreativer Differenzen mit Regisseur Cary Joji Fukunaga final nicht zu dem Engagement. Seit 2021 verkörpert sie die Rolle der jungen Tully Hart in der Fernsehserie Immer für dich da. Die Rolle stellt sie innerhalb von Rückblicken und in Erinnerungen dar. Das gegenwärtige Alter Ego wird von Katherine Heigl dargestellt. Die Serie basiert auf den gleichnamigen Roman der Autorin Kristin Hannah aus dem Jahr 2008.

## Filmografie (Auswahl)
- 2008: Gemeinsam stärker – Personal Effects (Personal Effects)
- 2010: Sikat (Kurzfilm)
- 2010: Smallville (Fernsehserie, Episode 10x08)
- 2010: Prime Meridian (Kurzfilm)
- 2011: While I Breathe (Kurzfilm)
- 2011: Joy (Kurzfilm)
- 2011: Wishing Well (Fernsehfilm)
- 2011: Newborn (Kurzfilm)
- 2012: Supernatural (Fernsehserie, Episode 7x14)
- 2012: Fringe – Grenzfälle des FBI (Fringe, Fernsehserie, Episode 4x12)
- 2012: Once Upon a Time – Es war einmal … (Once Upon a Time, Fernsehserie, 2 Episoden)
- 2012: R. L. Stine’s The Haunting Hour (Fernsehserie, Episode 3x04)
- 2013: Motive (Fernsehserie, Episode 1x01)
- 2013: Falling Skies (Fernsehserie, 2 Episoden)
- 2013: Forever 16 (Fernsehfilm)
- 2013: Rocketship Misfits (Kurzfilm)
- 2013: The Goodbye Girl (Kurzfilm)
- 2014: Das Weihnachts-Chaos (One Christmas Eve, Fernsehfilm)
- 2015: No Men Beyond This Point
- 2015: My One Christmas Wish (Fernsehfilm)
- 2015–2017: Janette Oke: Die Coal Valley Saga (When Calls the Heart, Fernsehserie, 7 Episoden)
- 2015–2020: The Gourmet Detective (Miniserie, 5 Episoden)
- 2016: Die Nacht der verrückten Abenteuer (Adventures in Babysitting, Fernsehfilm)
- 2016–2018: The Man in the High Castle (Fernsehserie, 3 Episoden)
- 2017: Campfire Kiss (Fernsehfilm)
- 2017: You Me Her (Fernsehserie, 3 Episoden)
- 2017: Secrets of My Stepdaughter (Fernsehfilm)
- 2017: Gourmet Detective – Eat, Drink, and Be Buried (Fernsehfilm)
- 2018: Extra-Ordinary Amy (Kurzfilm)
- 2018: His Perfect Obsession
- 2019: Breakthrough – Zurück ins Leben (Breakthrough)
- 2020: The Corruption of Divine Providence
- 2020: Gourmet Detective – Roux the Day (Fernsehfilm)
- 2021–2023: Immer für dich da (Firefly Lane, Fernsehserie, 26 Episoden)
- 2021: Canadian Film Fest Presented by Super Channel (Fernsehserie, Episode 2x09)
- 2021: Imperfect High (Fernsehfilm)
- 2024: Gilded Newport Mysteries – Murder at the Breakers (Fernsehfilm)
- 2024: Private Princess Christmas (Fernsehfilm)